# Lawana candida
Lawana candida är en insektsart som först beskrevs av Fabricius 1798.  Lawana candida ingår i släktet Lawana och familjen Flatidae. Utöver nominatformen finns också underarten L. c. inornata.